# Klaus Martens (Journalist)

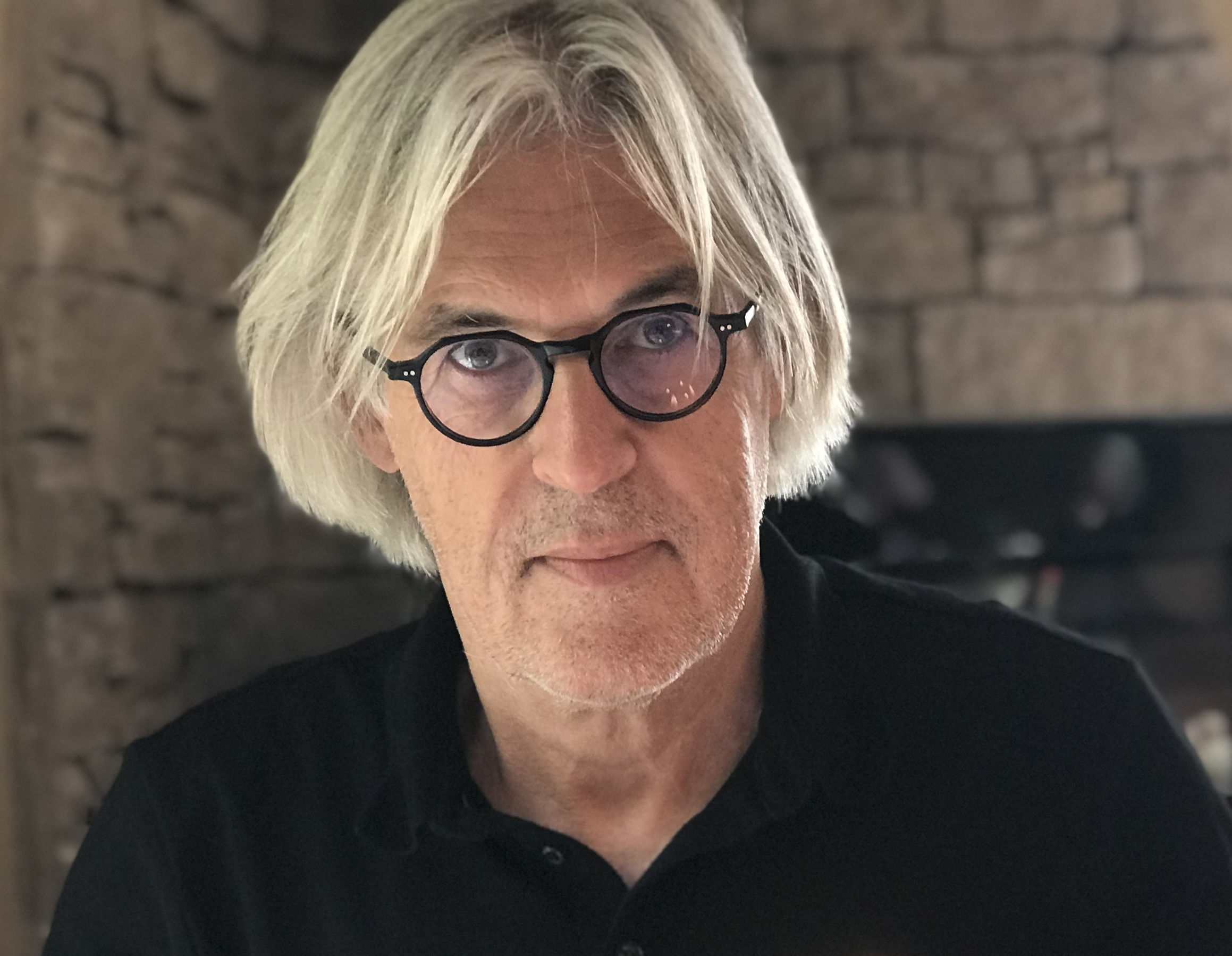
Klaus Martens (2018)

Klaus Martens (* 18. Mai 1954 in Uedem) ist ein deutscher Journalist, Filmemacher und Buchautor.

## Leben
Martens studierte Politikwissenschaften, Geschichte und Philosophie (M.A.) an der Universität Münster und wurde am Institut für politische Wissenschaft und Soziologie der Universität Bonn zum Dr. phil. promoviert. 
Seine erste WDR-Station war die Sendung Hier und Heute. Anschließend arbeitete Klaus Martens in den Abteilungen Kultur/Geschichte, in der Chefredaktion und der Programmgruppe Ausland.
Martens gehörte zum Gründungsteam des ARD-Morgenmagazins. 2001 wechselte er zur Redaktion Die Story. In seinen Dokumentationen, für die er zahlreiche Auszeichnungen erhielt, beschäftigt er sich schwerpunktmäßig mit Wirtschaftsthemen.
2009 sendete die ARD Martens’ 45-minütige Dokumentation Heilung unerwünscht – Wie Pharmakonzerne ein Medikament verhindern. Der Film kommt zu dem Schluss, dass Unternehmen der Pharmaindustrie sich jahrelang aus strategischen Gründen geweigert hätten, ein preiswertes und wirksames Mittel gegen Neurodermitis und Psoriasis zu produzieren und zu vermarkten, obwohl sie keine Zweifel daran gehabt hätten, dass es vielen Betroffenen hätte helfen können.
Am 14. Mai 2010 stellte der WDR Martens wegen angeblicher Verstöße gegen Programmgrundsätze des WDR und „falscher Angaben gegenüber dem WDR“ im Zusammenhang mit Heilung unerwünscht und seiner nachfolgenden Buchveröffentlichung vom Dienst frei und leitete arbeitsrechtliche Schritte ein. Im Zusammenhang mit der Dokumentation waren Zweifel an der journalistischen Unabhängigkeit Martens in dem Fall geäußert worden, die Intendantin warf Martens Vertrauensbruch vor. Das Arbeitsgericht Köln und das Landesarbeitsgericht Köln (Az. 3 Sa 347/11) erklärten die fristlose Kündigung für unwirksam.
Bis zu seiner Pensionierung im Februar 2020 war er festangestellter Redakteur und Autor in der Programmgruppe Inland des Westdeutschen Rundfunks (WDR).
Klaus Martens arbeitet als freier Autor und Produzent in Köln.

## Ehrungen und Auszeichnungen
- 2002 Medienpreis der Johanna-Quandt-Stiftung als Autor eines Films zur Übernahme der Mannesmann AG durch Vodafone
- 2005 Nominierung für den Ernst-Schneider-Preis für Der unsichtbare Dritte
- 2005 Helmut-Schmidt-Journalistenpreis für die Dokumentation Bankgeheimnisse[3]
- 2006 Ernst-Schneider-Preis für die Dokumentation Bankgeheimnisse
- 2008 Europäischer Civis-Preis für die Dokumentation Todesfahrt im Fischerboot
- 2008 DUH-Umwelt-Medienpreis für Der Störfall
- 2009 Filmpreis des Evangelischen Entwicklungsdienstes  für Albtraum im Fischerboot – Afrikas Flüchtlinge und Europas Fischereipolitik
- 2010  Hanns-Joachim-Friedrichs-Preis (Sonderpreis) für die Dokumentationsreihe „die story“ (Mitglied der Redaktion)

## Veröffentlichungen

### Filme (Auswahl)
- 2001 Auf Biegen und Brechen. Aufstieg und Ende von Mannesmann (WDR 45 Min.)
- 2002 Der unsichtbare Dritte. Milliardendeal um Mannesmann (WDR 45 Min.)
- 2003 Die Haffa-Brüder. Von Börsenstars zu Bösewichten (WDR 45 Min.)
- 2004 Doppeltes Spiel – Der Milliardendeal der Mannesmänner (WDR 45 Min.)
- 2005 mittendrin oder abgemeldet – mit 50. Eine Dokumentation über das Lebensgefühl mit 50 Jahren (ARD / WDR 45 Min.).
- 2005 Bankgeheimnisse – der Konkurs eines Computerhändlers (WDR 45 Min.)
- 2006 Das Superkonto – Der Griff nach den EU-Milliarden. Eine Dokumentation über die Subventionspolitik der Europäischen Union. (ARD/WDR 45 Min)
- 2007 Der Störfall – Was geschah wirklich in den AKW von Vattenfall? (WDR 45 Min.)
- 2007 Alptraum im Fischerboot. Afrikas Flüchtlinge und Europas Fischereipolitik (3sat/WDR 60 Min.)
- 2007 Durchzugsland – Geschichten vom Niederrhein (3sat / WDR 45 Min.)
- 2008 Die Akte Siemens (WDR 45 Min.)
- 2007 Die Firma. Die Geschäftsmethoden der Siemens AG (Phoenix / 3sat / WDR 60 Min.)
- 2009 Lehrer aus Leidenschaft Eine Dokumentation aus einem Lehrerzimmer (WDR 45 Min.)
- 2009 Heilung unerwünscht – Wie Pharmakonzerne ein Medikament verhindern (ARD/WDR 45 Min.)
- 2013 Lehrerzimmer – Ein Schuljahr (Phoenix 60 Min.)
- 2013 Wir die Wand (WDR 90 Min.)
- 2015 Count down zu einem Tabubruch – MEIN KAMPF erscheint (ARD/WDR 45/60 Min.)
- 2016 Schichtwechsel – Die Roboter übernehmen (WDR/arte/ARD 90 Min/45 Min.)
- 2017 Erzähl es niemandem! (90 Min. im Kinoverleih von realfiction)[4]
- 2018 WDR-Geschichte(n) – Eine Zeitreise in 14 Interviews. Von Klaus Michael Heinz (8 Interviews à 60 min.) und von Klaus Martens im Gespräch mit Nikolaus Brender, Helga Kirchner, Gabriele Krone-Schmalz, Friedrich Nowottny, Fritz Pleitgen und Sonia Seymour Mikich (6 Interviews à 60 min.)
- 2019 Erzähl es niemandem! Eine deutsch-norwegische Liebesgeschichte. Deutsche Fernsehpremiere am 26. Oktober 2019 ZDF/PHOENIX um 21.45 Uhr
- 2020 Traumfabrik, Dokumentarfilm, eine Produktion des WDR, 93 Min., Premiere am 1. Februar 2020 Dokumentarfilmfest STRANGER THAN FICTION.
- 2020 WDR-Geschichte(n) – Eine Zeitreise in Interviews. Von Klaus Michael Heinz (5 Interviews à 60 min.) und von Klaus Martens im Gespräch mit Klaus Jürgen Haller, Ulrich Harbecke und Ulrich Wickert (3 Interviews à 60 min.)
- 2021 Traumfabrik, 45 Min. MenschenHautnah, WDR, Sendung am 14. Januar 2021, 23:15 Uhr

### Bücher
- Klaus Martens: Heilung unerwünscht. Die dramatische Geschichte eines Medikaments. Dumont Literatur und Kunst Verlag, Köln, 2009, ISBN 978-3-8321-9531-1.
- Klaus Martens (Hrsg.): Carl Baumann wahr nehmen, (Leben und Werk des Hagener Künstlers C. Baumann). ardenkuverlag Hagen 2010, ISBN 978-3-942184-02-1.